# 23. stoljeće
◄ | 2. tisućljeće | 3. tisućljeće | 4. tisućljeće | ►
◄ | 21. stoljeće | 22. stoljeće | 23. stoljeće | 24. stoljeće | 25. stoljeće | ►
2200-ih | 2210-ih | 2220-ih | 2230-ih | 2240-ih | 2250-ih | 2260-ih | 2270-ih | 2280-ih | 2290-ih
23. stoljeće je je razdoblje od 2201. do  2300. godine.

## Vanjske poveznice
|  | Zajednički poslužitelj ima još gradiva o temi 23. stoljeće |